# جسر داقوق
جسر داقوق هو جسر تاريخي في قضاء داقوق في محافظة كركوك شمال العراق، أمرَ ببنائه الوالي مدحت باشا سنة 1883، واكتمل بناؤه بعد عشر سنوات، وسُمي جسر داقوق العثماني، مبني بحجر الجبال، ذو 12 فتحة مقوسة ومقببة، يجري من تحته نهر جاي داقوق، طول الجسر تقريباً 365 متراً، وعرضه سبعة أمتار، ذكر موقع IQ NEWS أن رائد عكلة، مديرَ آثار كركوك، قال "هذا الجسر استعمل لسنوات كممر رئيسي لانتقال المدنيين من كركوك باتجاه العاصمة، قبل أن يتم اعتماد ثان للمسار الجديد الذي يربط كركوك بقضاء داقوق والطوز وصولاً إلى ديالى وبغداد"، المسافة بين موقع جسر داقوق ومدينة كركوك 45 كيلومتراً، ظل الجسر حتى زوال الحكم العثماني وبدء الاحتلال الإنكليزي التي عبرت فوق الجسر للوصول إلى بغداد، ذكر سعدون خليل، باحثٌ آثاري، أن الجسر انهارت مقدمته عندما عبرته القوات الإنكليزية ثم عُمّرَ بهيكل حديدي استورد من بريطانيا ليتعانق الحجر العثماني مع الحديد الإنكليزي ويبقى أثراً لحقبتين مؤثرتين مرّتا على العراق. وكان ذلك الترميم سنة 1926،